# NGC 3089
NGC 3089 ist eine Balken-Spiralgalaxie mit ausgedehnten Sternentstehungsgebieten vom Hubble-Typ SBb im Sternbild Antlia am Südsternhimmel. Sie ist schätzungsweise 112 Millionen Lichtjahre von der Milchstraße entfernt und hat einen Durchmesser von etwa 60.000 Lichtjahren.
Die Galaxie ist Mitglied der NGC 3054-Gruppe zu deren Mitgliedern weiterhin NGC 3051, NGC 3054, NGC 3078, NGC 3084, IC 2531, IC 2537, ESO 499-026 und PGC  28874 gehören.
Das Objekt wurde am 5. Februar 1837 von dem britischen Astronomen John Herschel entdeckt.